# Scelio paraensis
Scelio paraensis är en stekelart som beskrevs av Jean-Jacques Kieffer 1910. Scelio paraensis ingår i släktet Scelio och familjen Scelionidae. Inga underarter finns listade i Catalogue of Life.